# LA X: Part 2
"LA X:Part 1" er afsnit afsnit af sjette sæson af den amerikanske tv-serie Lost.